# منطقة فيض أباد
فيض أباد رمزها «FZ» (بالإنجليزية: Faizabad)‏ ، هو تقسيم إداري لدولة الهند تتبع ولاية أتر برديش (بالإنجليزية: Uttar  Pradesh)‏ ، مركزها هو مدينة فيض آباد (بالإنجليزية: Faizabad)‏ عدد سكانها حسب تعداد سنة 2001 هو 2,087,914 ، مساحتها 2,765 كم² وكثافة السكان 755 لكل كم² .